# Get Your Wings
Get Your Wings är hårdrocksgruppen Aerosmiths andra album, utgivet i mars 1974. Albumet var i skarp kontrast till den självbetitlade debuten ett album med ett hårt rocksound. Det producerades av Jack Douglas, som även skulle arbeta med bandet på deras fyra nästföljande album.

## Låtlista
1. "Same Old Song and Dance" (Joe Perry/Steven Tyler) - 3:53
2. "Lord of the Thighs" (Steven Tyler) - 4:14
3. "Spaced" (Joe Perry/Steven Tyler) - 4:21
4. "Woman of the World" (Darren Solomon/Steven Tyler) - 5:49
5. "S.O.S. (Too Bad)" (Steven Tyler) - 2:51
6. "Train Kept A-Rollin'" (Tiny Bradshaw/Howard Kay/Lois Mann) - 5:33
7. "Seasons of Wither" (Steven Tyler) - 5:38
8. "Pandora's Box" (Joey Kramer/Steven Tyler) - 5:43